# Anglicismes en français
 (avril 2025).
Pour un article plus général, voir Anglicisme.
L’usage du français contemporain est marqué par de nombreux anglicismes.
Si la tendance s’est inversée depuis la fin du XXe siècle, avant le XVIIIe siècle la langue anglaise avait plus emprunté à la langue française que le contraire ; ce qui fait que certains des anglicismes actuels du français furent des gallicismes en anglais à une certaine époque (ex. : obsolète). René Étiemble rappelle dans Parlez-vous franglais ? que le mot manager vient de ménager, comme « ménagère » et management de ménagement (il faut dans les deux cas veiller aux affaires courantes, gérer un budget, déléguer, etc.).
Beaucoup d’anglicismes utilisés il y a un siècle (on en trouve chez Alphonse Allais) sont tombés aujourd’hui en désuétude ou dans l’oubli. Des anglicismes plus récents comme computer ou software ont disparu, remplacés par « ordinateur » (plus précis, computer désignant n’importe quel type de calculateur, même analogique) ou « logiciel » (qui fait parfaitement pendant à matériel).
Le nombre et la fréquence des anglicismes varient selon les locuteurs et selon les domaines de spécialité. Certains domaines en regorgent, comme l’économie, le sport et plus encore l’informatique. Celle-ci est en effet sujette à de nombreux emprunts à l’anglais (au jargon informatique anglo-américain) comme dans le reste du monde la musique l’est à l’italien ou la cuisine et la mode au français ; ainsi, la lingua franca de fait entre les informaticiens du monde entier est l’anglais. De plus, la plupart des langages de programmation ont un vocabulaire inspiré de l’anglais, ce qui fait que les programmeurs ont tendance à penser en anglais.
Le français contribue cependant à des termes qui s’internationalisent : Informatique, néologisme inventé en 1962 par Philippe Dreyfus, a été acclimaté en Informatics vers la fin des années 1970 dans les pays anglophones, où il unifie les disciplines jadis cloisonnées qui s’y nommaient respectivement Computer Science et Data Processing. L’avionique a elle-même sans doute donné naissance à « avionics ». Un autre néologisme français, télématique (apparu vers 1982), désignant la synergie de l’informatique et des télécommunications, y a fait naître compunication ou compucation (contractions de computer communication, 1. communication entre ordinateurs ; 2. télématique).
De nombreux anglicismes possèdent des équivalents français. Leur emploi n’est donc plus motivé par une lacune du lexique français, mais l’unification du vocabulaire permet de faciliter la transmission sans ambigüité de connaissances pointues et en rapide évolution. Ainsi, dans d’autres domaines comme la zoologie et la botanique, l’usage du latin est généralisé pour nommer plantes et animaux.

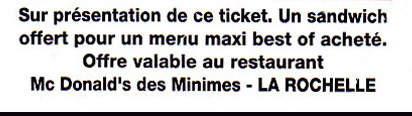
Exemple d’utilisation de mots d’origine anglaise dans un coupon publicitaire distribué en France.

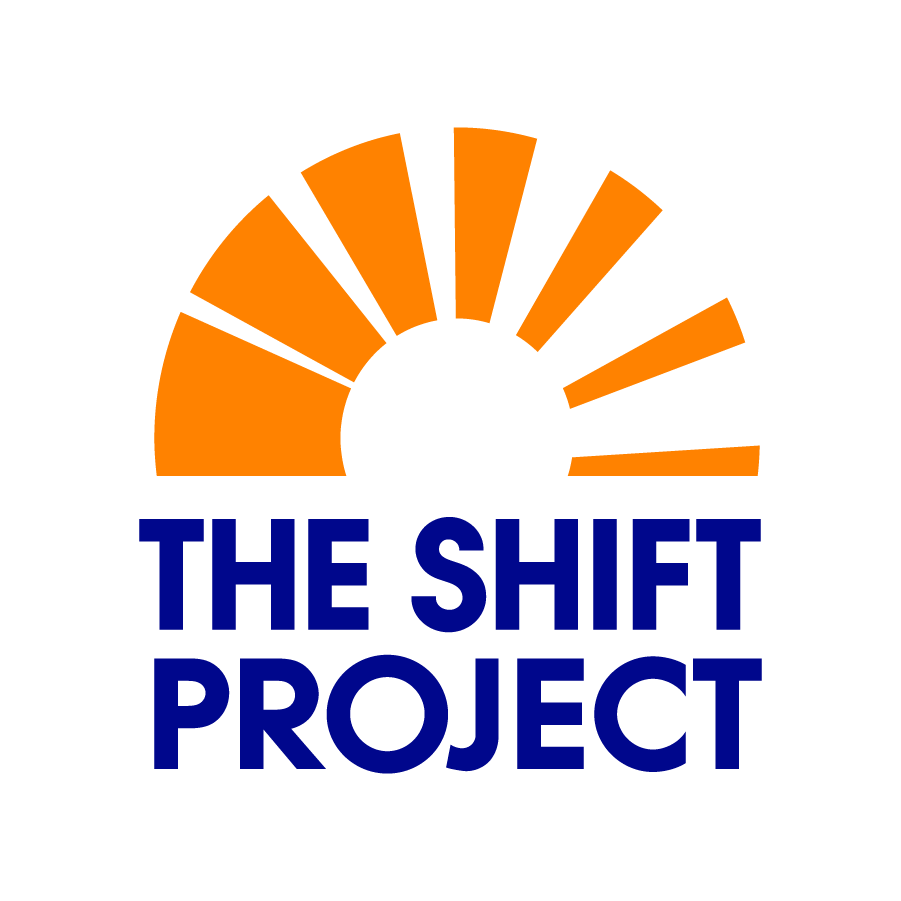
The Shift Project, association française qui a pour objectif l'atténuation du changement climatique.

## Propagation des anglicismes

### Origines
Diverses raisons sont avancées pour expliquer le développement des anglicismes en français : il y aurait la régression du grec et du latin dans les études, l’hégémonie de l’anglais comme langue de communication internationale, le mimétisme culturel. Dans les jeunes générations, l’anglais tend à acquérir le statut de langue de prestige au détriment de la langue maternelle, de la même façon que le français jouit du statut de langue de prestige en Afrique francophone, au détriment des langues locales.
Certains journalistes de la télévision française, dont la fonction exige une grande maîtrise du français, introduisent néanmoins dans celui-ci des anglicismes. Lexicaux, syntaxiques ou phonétiques, ces calques jouissent auprès des téléspectateurs d’un fort effet de mode qui garantit leur rapide acclimatation dans la langue française, par le simple fait qu’il s’agit de termes inhabituels et ressentis comme nouveaux donc avantageux.
En France, dans le domaine du management du personnel, à la question « Comment s'explique la prédominance de termes venus de l'anglais ? », un ex-conseiller en gestion répond (en 2008), extrait : « la plupart des termes anglais viennent de la psychosociologie américaine qui est l'un des premiers fournisseurs de concepts du monde économique. Depuis l'après-guerre, la montée des études comportementalistes aux États-Unis a accompagné la valorisation de la notion de ressources humaines. Les facs servant ainsi de boîte à outils aux entreprises ». Dans la même interview, il répond aussi aux questions « À quelles fins est utilisé ce vocabulaire ? » (extrait : « les anglicismes font office de cryptage supplémentaire ») et « Comment désamorcer cette manipulation du langage ? ».
La sociologue Chantal Bouchard énonce six facteurs externes à l’anglicisation du français au Québec :
- l’environnement : la situation géographique du Québec force le Canadien français à être en constant contact avec les anglophones, qui dominent le reste du pays ;
- l’inaction des gouvernements : durant les années 1900, le gouvernement fédéral anglophone se fait reprocher d’interagir avec son « quasi-unilinguisme » au Québec. Il y aurait un manque de soutien de la langue française au niveau national ;
- l’attitude des anglophones : on reproche aux anglophones et aux commerçants anglophones d’utiliser exclusivement l’anglais, sans s’efforcer de s’adapter aux Canadiens français ;
- le bilinguisme : le bilinguisme avantage le travailleur à la recherche d’un emploi dans les industries et dans la ville. Du côté linguistique, le bilingue peut avoir de la difficulté à reconnaître lui-même un anglicisme ;
- l’anglomanie en France : la France, qui est le modèle linguistique du Canadien français, succomberait elle-même à la dominance anglophone ;
- la traduction : à cause des facteurs précédents, lorsque les écrits anglais sont traduits en français, il peut y avoir plusieurs erreurs grammaticales ou lexicales (faux amis), dont des anglicismes. À ce moment-là, même les journaux qui traduisaient n’avaient pas un français soigné.

#### Hégémonie de l’anglais
L’anglais est devenu le langage de référence dans la communication internationale.
Le poids économique, politique et culturel des États-Unis et des pays anglophones se traduit par un quasi-monopole de l’anglais dans de nombreux domaines : publications scientifiques, enseignement supérieur commercial et scientifique, enseignement des langues étrangères dans le secondaire, publicité, cinéma, musique, brevets techniques, etc..
Plusieurs entreprises ont été condamnées en justice pour avoir imposé l’anglais à leurs salariés français (GEMS, Europ Assistance, etc.).

### Acclimatation des anglicismes
Si certains des mots anglais qui sont passés en masse dans le français aux XVIIIe et XIXe siècles ont conservé leur graphie d’origine, d’autres avec le temps se sont conformés aux habitudes de l’orthographe française. Ainsi « redingote », qui vient de riding-coat, « paquebot », qui vient de packet-boat, et « boulingrin », qui vient de bowling green. C’est aussi le cas de « bol », issu de bowl (orthographié ainsi en 1826), de « partenaire », issu de partner (orthographié de la sorte en 1836), et de « névrose », issu de neurosis.
Au XXe siècle, l’orthographe reste inchangée dans la plupart des cas. Dans les formes dérivées des emprunts, en revanche, la francisation est de règle :
- « upgrader » (mettre à niveau) : ajout de la désinence -er à upgrade
- « mixage » (mélange de diverses sources sonores) : ajout de la désinence -age à mix
- « hooliganesque » (relatif aux voyous des stades) : ajout de la désinence -esque à hooligan
- « footballistique » (relatif au football) : ajout de la désinence -istique à football

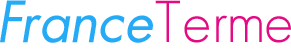
Logo du site FranceTerme.

L’Académie française considère que, si certains emprunts contribuent à la vie de la langue, d’autres sont nuisibles, inutiles ou évitables. L’institution s’emploie donc à opérer un tri, au moyen de son Dictionnaire et de ses mises en garde, ainsi que par le rôle qu’elle tient dans le dispositif d’enrichissement de la langue française mis en place par un décret en 1996, et propose, en collaboration avec les commissions de terminologie, des équivalents français répertoriés dans la base de données FranceTerme, accessible aux professionnels et au grand public par internet,.

### Anglicismes passés de mode
Il arrive que le mouvement de la mode balaye hors du discours quotidien des mots anglais naguère en vogue. Henriette Walter donne des exemples de ce qu’elle nomme « anglicismes « ringards » » : ainsi on ne parle plus de « kids » ni de « teenagers » mais d’« enfants » et d’« ados » (apocope d’un mot français), prendre un « drink » fait penser à une époque révolue (en France mais pas au Québec) et l’adjectif « smart » (au sens d’« élégant ») n’a plus cours du tout. Les « water-closet » sont progressivement devenus les « waters » ou « WC » ; le terme water-closet est donc devenu désuet.
L’évolution d’un terme peut être encore plus complexe, par exemple l’anglicisme tour-operator est remplacé dans un premier temps par tour-opérateur qui perd régulièrement du terrain face au français voyagiste, cette transition s’effectuant sur une cinquantaine d’années. Après-rasage se substitue généralement à after-shave, dont il est l'exacte traduction.

### Anglicismes en «zone de transition»
On peut anticiper sur l’acclimatation probable ou non de certains anglicismes qui sont à un moment donné dans une zone de transition. Ces anglicismes sont dans une position aléatoire, confortés par un usage indéniable durant une certaine période mais répertoriés comme d’emploi critiqué par les dictionnaires. La période d’acclimatation plus ou moins longue de ces anglicismes, sujette à une mode ou à une urgence technique, débouche sur un passage progressif et pérenne dans l’usage et la langue ou à un rejet et un oubli si un autre terme plus français les a remplacés.
Il faut compter à cet égard avec le verbe réaliser dont l’origine latine renvoie à diverses actions pour rendre un souhait réel. Il s’emploie également depuis la fin du XIXe siècle dans le sens désormais très usité de « se rendre compte », c’est-à-dire de comprendre très exactement le réel ; ce à partir du verbe anglais to realize. Depuis sa création dans les années 1970, Le Petit Robert signale à son sujet : « emploi critiqué ». Le Grand Robert développe, en rapportant une réaction d’André Gide : à l’audition de ce mot dans les années 1930, il s’écrie : « Monsieur je n’accepterai de travailler qu’avec quelqu’un qui parle le français ». Un fait donne raison à la critique : à la différence des sens latins du verbe réaliser le substantif verbal, réalisation, n’existe pas dans la racine anglaise.

### Exemples de motsfranglaissouvent employés ayant un équivalent en français souvent oublié
- spoiler (verbe) : divulgâcher[19]
- fake (adjectif) : faux, fausse
- upgrader (verbe) : mettre à niveau ou mettre à jour
- en live (locution adverbiale) : en direct, en concert, sur scène
- trek (substantif) : randonnée d’aventure
- skateboard (substantif) : planche à roulettes
- fitness (substantif) : entraînement, gymnastique, entraînement physique[20].
- manageur : dirigeant, directeur, gestionnaire[21]

## Typologie
On distingue trois grandes catégories d’anglicismes : les emprunts lexicaux, sémantiques et syntaxiques, auxquels s’ajoutent les faux anglicismes (ou faux emprunts) et les xénismes.

### Anglicismes lexicaux

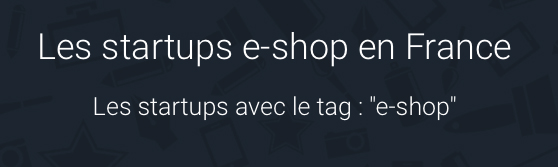

Les anglicismes lexicaux regroupent les mots empruntés dans leur forme (parfois francisée) et dans leur sens (on parle alors d’emprunts morphosémantiques). Ex. : baby-sitter, intervieweur (francisation partielle de interviewer).

#### Emprunts en informatique et dans le monde des affaires
Les États-Unis étendent leur emprise dans les domaines des sciences, des techniques, des distractions, des modes alimentaires et vestimentaires. Cette mondialisation économique et cette uniformisation culturelle ont des effets dans le domaine de la langue et notamment du vocabulaire des affaires et de l’informatique. L’Association actions pour promouvoir le français des affaires (APFA) recense plusieurs centaines de termes anglo-américains employés dans les domaines des affaires et de l’informatique.
En informatique, les termes anglais prédominent : « Je reboote (redémarre, voire Je fais un hard boot) pour que les drivers (pilotes) que je viens d’updater (de mettre à jour) soient loadés (chargés) sans que le système ne bugue (plante, rencontre un problème) », mais le vocabulaire français tend à remplacer les anglicismes initiaux dès lors que les concepts correspondants deviennent suffisamment familiers. Des mots comme logiciel (sur le modèle de « matériel ») ont été adoptés très rapidement par le grand public (sans toutefois déloger hardware et software chez les professionnels et les techniciens). Quasiment personne, à l’exception de Hubert-Félix Thiéfaine dans Une fille au rhésus négatif – « nous n’sommes que les fantasmes fous d’un computer » – ne dit computer (ou sa francisation computeur) pour « ordinateur », bien que le premier mot soit plus court (tout en étant plus long que l’abréviation « ordi »).
Dans le commerce, l’expression « booster les ventes » a tendance à concurrencer des formes traditionnelles comme « relancer les ventes », « promouvoir les ventes », « dynamiser les ventes » ou « stimuler les ventes ». De même, top est employé à tout bout de phrase alors que le français dispose de « sommet », « faîte », « comble », « summum », « apogée », « zénith », « cime », « pinacle », « plus haut de… », « au mieux de… » (ex. : un PC au top de la technologie, « T’es au top, ma fille » (en pleine forme, magnifique, rayonnante), « Une solution tip-top » [ad hoc, idéale, parfaitement adaptée], etc.), et « ce qu’il y a de mieux », « ce qui se fait de mieux », « le meilleur de… », « le nec plus ultra », « la crème de… », « le dessus du panier » (ex. : ne vouloir que du top). Les marques de commerce, les raisons sociales et les appellations de services n’échappent pas à la tendance : FashionShopping.com, Actus People, LiveTransport, Top annonces, Top music, Must Institute, Creditmust, Best of Dordogne Périgord.
Dans la gestion d’entreprises : « Le reporting (rapport d’exploitation) mensuel du service marketing (promotion des ventes) a accéléré la chute des stock-options (options d’achat ou actions optionnelles) du staff (personnel en fonction) ».
Vers la fin du XIXe siècle, où l’anglomanie était en vogue dans certains milieux, le français a fait appel à ses mots pour désigner une construction pourtant inconnue alors en France et en Europe, en fabriquant « gratte-ciel », calque de l’expression américaine sky-scraper.

#### Réemprunts intégrés

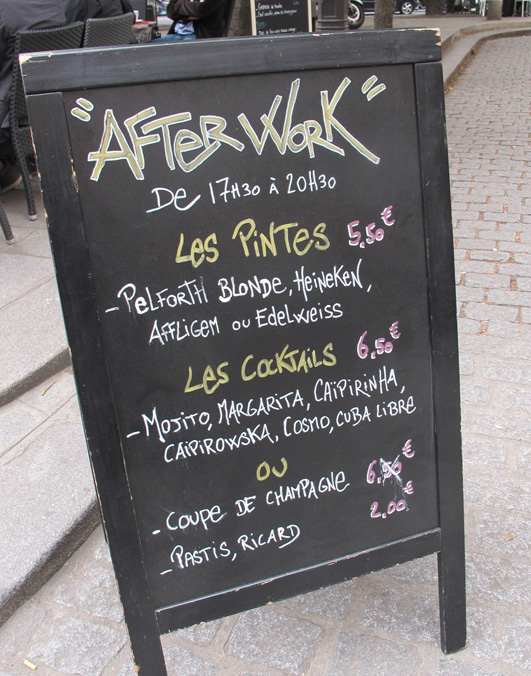
Panonceau d’affichage devant la terrasse d’un bistrot parisien.

Les langues s’enrichissent mutuellement : ainsi des mots comme bazar et choucroute sont des emprunts, le premier au persan bâzâr, « marché public », le second au dialecte alsacien sûrkrût, « herbe sure » (c.-à-d. chou aigre); de même le paquebot fut un temps le packet-boat et la redingote le riding-coat (« habit de monte »), pour reprendre des exemples cités par Étiemble. Si la langue française emprunte actuellement beaucoup à l’anglais pour les raisons exposées ci-dessus, le contraire a longtemps été vrai (en particulier avec l’invasion de l’Angleterre par Guillaume le Conquérant en 1066 et la possession, durant le Moyen Âge, par la couronne d’Angleterre de vastes provinces sur le territoire de l’ancienne France) et la langue anglaise contient de nombreux gallicismes dont certains, par un effet linguistique, donnent naissance à de nouveaux mots employés à leur tour par les francophones, ce qu’on appelle des réemprunts :
- challenge, qui vient de l’ancien français « chalenge », rivalise avec défi (comme dans relever un challenge et un challenge perdu d’avance), surtout en France, mais également au Québec, avec toutes les variantes de prononciation de /ʃalɑ̃ʒ/ à /tʃalɛ̃dʒə/ ;
- e-mail / email (abrév. de electronic mail, courrier électronique ou courriel), où le mot mail vient de malle-poste ;
- marketing, nom verbal formé sur to market, lui-même verbalisation  du nom market, issu du français « marché » ;
- management (gestion), de « ménagement », au sens, tombé en désuétude, de gestion. Manager (dont Christiane Collonge rappelle la similitude avec « ménagère », les qualités demandées – planifier, gérer un budget et des ressources... –  étant bien les mêmes) vient du français des XVIIe et XVIIIe siècles « ménager » (masc.) (d’où le féminin « ménagère ») ;
- budget, repris par les Anglais de l’ancien français bougette, « sac », « valise », diminutif de bolge, « sac de cuir ». Sa transformation en « sac du trésorier » puis en « financement d’une action » s’est produite outre-Manche, avant que le mot nous revienne sous ce nouveau sens[26] ;
- rosbif vient de roast beef, bœuf rôti (l’anglais utilise le mot d’origine française beef pour la viande servie sur la table, et les mots anglo-saxons ox ou cow pour l’animal sur pied ; roast vient de l’ancien français « rost », devenu un peu plus tard « rôt » ; il faut savoir que les nouveaux maîtres de l’Angleterre après 1066 imposaient leur langue à table mais laissaient leurs serviteurs libres d’utiliser la leur dans leur travail) ;
- tennis, qui vient du français « tenez », expression employée lors du service dans le jeu de paume, ancêtre du tennis. Terme repris par les Anglais, lesquels déformèrent le mot « tenez » en tennis ;
- denim pour désigner la toile dont sont faits les blue jeans, originellement fabriquée dans la ville de Nîmes ;
- mayday, des pilotes en difficulté, vient du français « m’aider » ;
- pedigree, de l’anglo-français « pe de gru » (foot of crane), signe en forme de patte d’oiseau indiquant la filiation dans les anciens manuscrits généalogiques ;
- poney, de l’ancien français « poulenet » qui désignait les chevaux de petite taille.

La proximité étymologique de certains mots anglais avec le français peut faciliter l’adoption de calques de néologismes. Ainsi « flexicurité » se construit de la même manière en français et en anglais, et n’est pas considéré comme un anglicisme.

### Sémantique anglicisée
La sémantique anglicisée provient de l’emprunt du sens ou de l’un des sens d’un mot anglais qui a une forme très voisine de celle du mot français historiquement correspondant.
L’influence anglaise sur la langue est sensible dans les traductions approximatives, notamment dans les médias, entre autres à cause des faux-amis et des expressions calquées sur l’anglais : J’ai une opportunité d’emploi (opportunity) pour « possibilité d’emploi ». En informatique, library traduit par « librairie » au  lieu de « bibliothèque », implemented traduit par « implémenté » au lieu de « appliqué », « réalisé » ou « mis en œuvre ».
Les exemples sont fréquents dans les domaines techniques, « technologie » étant fréquemment employé dans le sens de « technique » sous l'influence du terme anglo-américain « technology ».
Au Québec, ce type d’anglicisme est plus répandu, mais « acclimaté » linguistiquement (« sac de pinottes » (sack of peanuts) = sachet d’arachides).

### Syntaxe anglicisée
Le français anglicisé reprend certaines formes syntaxiques anglaises : 
- le placement de l’adjectif avant le nom plutôt qu’après : la « positive attitude » au lieu de « l’attitude positive », « l’actuel gouvernement » au lieu de « le gouvernement actuel » ;
- la création de qualificatifs et de compléments de nom par simple juxtaposition de substantifs : « exemplaire papier » au lieu de « exemplaire sur papier » ou « exemplaire imprimé » ; « relation clients » (noter le désaccord singulier/pluriel) au lieu de « relation avec les clients » ou « relation commerciale » ;
- le rejet de l’adjectif à côté d’un mot qu’il ne qualifie pas : « les dernières vingt-quatre heures », au lieu de « les vingt-quatre dernières heures » ;
- le calque d’adjectifs composés anglais formés d’un adverbe en -ly et d’un adjectif simple ou d’un participe passé : « politiquement correct », calque de « politically correct »[28] comme dans « le viol politiquement correct de la langue française »[29], ou encore « génétiquement modifié », calque de « genetically modified » ;
- l’utilisation inutile de superlatifs : « la quatrième meilleure performance mondiale » au lieu de « la quatrième performance du monde » ;
- l’usage croissant de la forme passive, initialement beaucoup plus répandue en anglais qu’en français, qui supplante l’actif, régime habituel du français[30] (« des travaux ont été entrepris » au lieu de « on a entrepris des travaux ») ;
- l’inversion du complément de nom dans les noms de magasins, de restaurants, d’hôtels, d’enseignes, de festivals, de rencontres sportives, etc. (« Alpes Hôtel » au lieu de « Hôtel des Alpes », « le Nice Jazz Festival » au lieu de « le Festival de Jazz de Nice », « la Biarritz Cup » au lieu de « la Coupe de Biarritz » (compétition de golf)) ; de même dans les noms d’administrations, de collectivités locales ou d'institutions : « Pontivy Communauté » plutôt que « Communauté de communes de Pontivy », « Aix-Marseille Université » au lieu de « université d'Aix-Marseille » ;
- la mise d’une majuscule à tous les composants des appellations d’organismes, d’institutions, d’associations (comme dans « Association Les Plus Beaux Villages de France »), des noms communs (influence de la pratique anglaise dite upstyle), des titres des articles et des œuvres.

### Faux anglicismes
À côté des anglicismes, on trouve de faux anglicismes, ou pseudo-anglicismes, c’est-à-dire des lexèmes empruntés à la langue anglaise (ils ont l’orthographe et la prononciation du mot anglais mais n'en ont pas le sens), au point que certains n’existent pas dans la langue d’origine.
Certains faux anglicismes procèdent de la volonté qu’ont les publicitaires de conserver le profit du prestige de la culture anglophone en France tout en étant compris d’un public connaissant mal l’anglais. Des titres d’œuvres de fiction se trouvent « traduits » par des expressions anglophones censées être plus intelligibles que le titre original : le titre du roman Back to Blood de Tom Wolfe est ainsi devenu Bloody Miami en France, où cette pratique est fréquente dans la traduction des titres de films ; The Hangover y a été remplacé par Very Bad Trip, (les Québécois préférant Lendemain de veille, expression qui signifie « gueule de bois » au Québec).

#### Noms composés tronqués
Un autre type de faux anglicisme provient de l’abréviation d’un nom composé anglais en ne gardant que le mot de gauche (alors que le mot important pour les anglophones est le mot de droite, impossible à supprimer). Par exemple, pour désigner un costume de soirée, le mot smoking est employé en France, en français (mais aussi dans de nombreuses autres langues). Pourtant, les Britanniques utilisent dinner jacket les anglophones d'Amérique du Nord et les Québécois tuxedo ou son abréviation tux, car smoking n’existe pas en anglais autrement que comme forme du verbe to smoke (« fumer ») : c’est que l’anglicisme smoking est en fait l’abréviation, propre en français de France, de l’anglais smoking jacket. On peut citer également les abréviations suivantes : un clap (pour clapboard ou clapstick, « ardoise de tournage », « claquoir », les Québécois préférant claquette), des dreads (pour dreadlocks, les Québécois préférant rasta), un sweat  (transpiration) pour un sweat-shirt (totalement inconnu au Québec, qui lui préfère coton ouaté), un goal (but) pour un goal keeper (contrairement au Québec, qui utilise but ou filet), etc.

### Xénismes
Un xénisme est une locution étrangère (parfois réduite à un seul mot) perçue comme non intégrée mais évoquant fréquemment la culture étrangère, et distinguée typographiquement par des italiques ou des guillemets, ainsi Happy birthday to you, To be or not to be, Time is money.
Ces petites phrases, salutations, proverbes, interjections, etc., « en anglais dans le texte », de la langue française sont bien répertoriées :
- All right = C'est tout bon, Tout est bien
- Business is business = Les affaires sont les affaires
- Damned! = Nom de Dieu !, Bon sang !, Maudit ! (Québec)
- Fuck! = Putain !, Bordel !
- Fuck off! = Fout / Fiche le camp !
- Fuck you! = Va te faire voir (chez les Grecs) / mettre / foutre !
- Go! = C'est parti !, En avant !, Allez !, Allez-y !, Vas-y !, On y va !, Départ !, Partez !, Saut !
- Last but not least = Dernier point, et non des moindres
- Make love, not war! = Faites l'amour, pas la guerre !
- Peace and love! = Aimez-vous, mes frères et mes sœurs !
- My tailor is rich (phrase tirée de la méthode Assimil d'apprentissage de l'anglais et citée pour signaler la possession de quelques rudiments de cette langue, également connue car utilisée dans le film Le Gendarme à New York)
- Nobody's perfect! (réplique finale du film Certains l'aiment chaud de Billy Wilder (1959)) = Nul n'est parfait !, La perfection n'est pas de ce monde !
- No comment! = Sans commentaire !, Passons !
- No problem! = C'est d'accord ! Ça marche !
- Of course! = Bien entendu !, Bien sûr !, Évidemment !
- Oh my God! = (Oh) mon Dieu !, Seigneur !, Jésus Marie Joseph !
- Shit! = Merde !, Chiotte !
- Shocking! = Scandaleux !, Oh ! (angl. brit. This is outrageous!)
- The end! = C’est fini !, Rideau !
- The show must go on = 1) (sens littéral) Que le spectacle continue ; 2) (sens dérivé) Les affaires continuent
- Time is money = Le temps, c'est de l'argent
- Wait and see! = Attendons voir !
- Yes! = Oui !, Ouais ! (cri de joie, de victoire)

Il existe de faux xénismes, ainsi :
- Fingers in the nose! (pseudo-anglais (angl. Hands down) popularisé par le titre d’un manuel de vocabulaire) = Les doigts dans le nez !
- It’s in the pocket! (pseudo-anglais (angl. You’ve got it made!)) = C’est dans la poche !, C’est comme si c’était fait !

### Verbes francisés
Dans les domaines de l’informatique logicielle, de la réseautique et des jeux sur écran, nombre de verbes anglais se retrouvent francisés par l’adjonction de la désinence -er propre aux verbes du 1er groupe » :
- to blast donne blaster comme dans « blaster les ennemis avec des tonnes d’armes »
- to download donne downloader comme dans « downloader un logiciel depuis le site de son auteur »
- to mail donne mailer comme dans « passer son temps au bureau à mailer des photos à ses collègues
- to forward donne forwarder, comme dans « je te forwarde la blague qu’on vient de me mailer »

L’acclimatation se fait également par l’adjonction de la terminaison -eur, indiquant par qui l’action est faite, à une base anglaise (nom ou verbe) :
- un bikeur est un adepte de la moto ou du vélo tout terrain (bike)
- un longboardeur est un pratiquant de la planche à voile lourde ou de la grande planche à roulettes (longboard)
- un tuneur est celui qui tune (personnalise) son automobile
- un rockeur, francisation de l’américain rocker
- un rappeur est un chanteur de rap
- un zappeur — voire un zappeur fou — qui, dans cette dernière expression, est une personne qui monopolise compulsivement la télécommande, souvent au détriment des autres usagers.

Autre ajout de suffixe français : le suffixe -ette, comme dans
- punkette, pour désigner une jeune punk ;
- zapette, dérivée du verbe anglais to zap, qui lui-même a été francisé en zapper

La francisation peut être phonétique, souvent dans un but humoristique comme dans :
- le Ouèbe (pour le Web)[41] ;
- ouaouh (pour wow !, c’est-à-dire oh la la ! ou bravo) ;
- le foute (pour foot, abréviation française du jeu de football) ;
- travelingue (pour travelling, abréviation française de travelling shot, un panoramique).

## Usage

### Au Canada
De par sa politique linguistique bilingue , le Canada jouit d’une grande diversité linguistique, ce qui en fait un espace d’analyse très riche. De fait, de multiples études ont été conduites pour observer les habitudes langagières des locuteurs dans diverses régions du territoire.
Dans une étude publiée en 1988, Poplack, Sankoff et Miller rendent compte des emprunts à l’anglais dans un corpus documentant les usages de locuteurs francophones d’Ottawa-Hull, dont le français est extrêmement anglicisé. Les emprunts à l’anglais représentent 0,8 % des occurrences et 3,3 % du vocabulaire,.
Cette même étude analyse également les influences sociales sur les taux et les modèles d’utilisation des mots d’emprunt, par le biais de facteurs sociolinguistiques tels que le sexe, l’âge et le niveau d’instruction, ainsi que la capacité bilingue personnelle et la communauté linguistique des locuteurs. L’étude évalue le rôle de chacun de ces facteurs dans les taux d’emprunt (en termes de types et d’occurrences) et/ou dans les types d’emprunt (préférence pour les mots empruntées ponctuellement par rapport aux mots d’emprunt établis). Il ressort des résultats que l’appartenance à une classe sociale est le principal déterminant des taux d’emprunts globaux, tant en termes d’occurrences que de types d’emprunts, les groupes de la classe ouvrière devançant les locuteurs de la classe moyenne. Toutefois, la classe sociale n’a pas d’influence systématique sur le type d’emprunts (ponctuels ou établis). Le quartier a également un effet important, principalement dû au degré d’exposition à l’anglais dans l’environnement. L’âge du locuteur et sa maîtrise de l’anglais ont des effets systématiques mais généralement peu significatifs, en particulier sur les habitudes d’emprunt.

### En France
Depuis en tout cas la fin du XXe siècle, il semble que la presse française utilise plus d’emprunts à l’anglais qu’à d’autres langues et avec une forte fréquence. 
Une étude de Chesley (2010) a examiné les contextes d’apparition des mots d’emprunt à l’anglais dans des articles du journal Le Monde parus entre 1989 et 1992 puis dans des articles du Figaro publiés entre janvier 1996 et décembre 2006, afin d’évaluer l’enracinement et la permanence des anglicismes. Cette étude met en évidence une corrélation entre les anglicismes attestés dans Le Monde et dans Le Figaro : les anglicismes présents dans Le Monde ont tendance à se retrouver dans Le Figaro. En revanche, cette corrélation ne se retrouve pas avec les emprunts à d’autres langues : par exemple, huit espagnolismes sont identifiés dans Le Monde contre un seulement dans Le Figaro. Cela montre donc, en comparaison avec d’autres emprunts à d’autres langues, le fort ancrage des anglicismes dans le discours français.
Selon une autre étude de Chesley et Baayen (2010), on peut observer l’enracinement des emprunts lexicaux dans le lexique d’une langue réceptrice, lesquels sont limités par une série de facteurs différents. Pour déterminer quels emprunts sont en train de s’ancrer dans le lexique français, cette étude a également eu recours aux archives du journal Le Monde de 1989-1992 puis aux archives en ligne du Figaro, pour les années 1996-2006, en prenant la fréquence dans ce second corpus comme indicateur de l’enracinement dans le lexique français. En utilisant la fréquence comme mesure de l’enracinement lexical, ils ont constaté que plusieurs facteurs tels que la dispersion, la fréquence, le caractère polysémique, la durée et le contexte culturel d’un emprunt ainsi que la langue du donneur de l’emprunt contribuent à déterminer le degré d’enracinement lexical d’un emprunt en français. D’après leurs résultats, tous ces facteurs pourraient aussi être pertinents lors de l’examen des emprunts dans d’autres langues réceptrices.

### Attitude face à l’usage (Québec et France)
Quant à l’emploi d’anglicismes, les réactions peuvent être plus ou moins hostiles selon le pays. O. Walsch essaie ainsi de déterminer le degré de purisme de ces deux pays quant à l’usage des emprunts à l’anglais. Pour ce faire, dans un questionnaire en ligne anonyme, des emprunts non assimilés (ex. : « webpage »), des emprunts assimilés (ex. : « page web ») ainsi que des calques (ex. : « page sur toile ») ont été proposés dans un texte lacunaire afin de voir l’attitude des individus et leur comportement face aux anglicismes ou aux substituts et quelle variante ils préfèrent utiliser.
En France, l’Académie française se montre très critique sur l’usage croissant d’anglicismes dans la langue française. Elle dénonce en 2022 une dérive anglophone dans la communication institutionnelle, des communications de l'État (« One Health », « French Impact ») à celles des collectivités locales (« Only Lyon », « I Love Nice », « Maubeuge Créative City »...). Les emprunts apparaissent majoritairement dans les noms de marques ou de modèles ainsi que dans des slogans, tandis que la syntaxe française est affectée par la disparition de prépositions (une « application mobile », un « coach produit », le « manager travaux », « Plan Vigipirate urgence attentat »). Ces évolutions dévient selon l'institution de l'exigence de la communication : « donner une image positive et juste des services qu'elle représente et des offres qu'elle porte, et être facilement accessible au public le plus large ». Elle souligne donc « le risque d'une double fracture linguistique : sociale d'une part, le fossé se creusant entre les publics, suivant qu'ils sont imprégnés ou non des nouveaux codes de langage, et générationnelle d'autre part, les plus jeunes étant particulièrement perméables aux usages numériques et mieux à même de les assimiler, mais d'autant plus exposés au risque d'être cantonnés à un vocabulaire limité et approximatif et de n'avoir qu'une faible maîtrise de la langue ». Elle encourage donc la communication institutionnelle à renouer avec sa fonction première,,.

## Politiques en matière d’anglicismes
En 2009, plusieurs associations francophones ont lancé un appel international à la défense de la langue française face à l’anglais.
Les anglicismes sont plus nombreux dans les pays où le français est en contact quotidien avec l’anglais. Au Canada, notamment à Montréal, on utilise de très nombreux anglicismes, surtout dans les domaines de la mécanique et de la construction. Dans certaines régions de la province de Québec, l’emploi d’anglicismes est fréquent. La situation est encore plus prégnante dans les régions frontalières en contact avec l’anglais, comme l’Outaouais qui jouxte l’Ontario anglophone.
Quelques anglicismes propres au Canada :
- assumer (to assume) : présumer, supposer
- délai (delay) : retard (mais n’est pas un anglicisme dans l’acception de « temps dont l’on dispose pour accomplir quelque chose »)
- évidence (evidence) : preuve, en droit ou pour des choses scientifiques
- patente (patent) : invention, bidule
- checker : (selon le contexte) regarder, vérifier, surveiller
- faire du sens (to make sense) : avoir un sens
- bon matin[53] (good morning) : bonjour
- être sous l’impression (to be under the impression) : avoir l’impression
- Moi, un comédien… : Moi, comédien… (article inutile précédant une profession et dans le cas d’une apposition)
- être en amour (to be in love) : être amoureux
- prendre une marche (to take a walk) : aller se promener à pied
- avoir le pouce vert (to have a green thumb) : avoir la main verte
- pâte à dents (toothpaste) : dentifrice
- à l’année longue (all year long) : toute l’année, à longueur d’année
- payer attention (to pay attention) : prêter attention, faire attention
- être supposé faire (to be supposed to do) : être censé faire
- mettre de l’emphase sur (to put emphasis on) : mettre l’accent sur
- Faire application / appliquer pour (application/apply for a job) : être candidat à un emploi
- canceller (to cancel) : annuler
- céduler / une cédule (to schedule / a schedule) : mettre à l’horaire / un horaire

Les pays francophones créent les néologismes qu’ils jugent adaptés, particulièrement dans le domaine informatique (Toile pour Web, abréviation de World Wide Web, courriel pour e-mail, pourriel pour spam, etc.). Une institution très active sur le plan néologique est l’Office québécois de la langue française (OQLF) : l’utilisation de ses néologismes est obligatoire au sein de l’appareil administratif du Québec. L’expérience montre cependant qu’une traduction n’est universellement acceptée que si elle est correctement choisie : avant la (demi-)création du couple « matériel » et « logiciel », aujourd’hui d’usage universel, des organismes avaient essayé d’imposer « quincaille » et « mentaille », apparemment trop hâtivement calqués sur hardware et software pour avoir du succès.

### Lutte contre les anglicismes
Si l’emprunt de termes anglais est vu par certains comme le signe d’un enrichissement de la langue française au contact de la langue dominante, il est considéré par d'autres comme la marque d’une incapacité culturelle à créer les mots idoines et à les populariser.

#### En France
- Depuis les années 1970, le gouvernement français s’est employé à fixer par voie règlementaire la terminologie officielle après consultation des commissions ministérielles de terminologie, en précisant le cas échéant les termes étrangers à éviter[56]. C’est ainsi que le mot « logiciel », proposé à la commission de l’informatique par Philippe Renard en 1970, a supplanté en moins de dix ans le terme anglais software et que « baladeur », conçu en 1983 par la commission de l’audiovisuel et de la publicité, a remplacé walkman[57]. Le mot informatique lui-même est un néologisme créé en 1962 par Philippe Dreyfus, contraction des termes « information » et « automatique[58] », qui ne possède pas d’équivalent exact en anglais (il existe des concepts proches, comme information technology, computer science ou data processing).
- Jacques Toubon, ministre français de la Culture de mars 1993 à mai 1995, a en revanche échoué en proposant une liste complète de mots à utiliser à la place des mots anglais. Sa proposition fut même l’objet de moqueries en son temps et la loi Toubon (no 94-88) pour la promotion de la francophonie fut ironiquement surnommée « loi AllGood » (exemple d’échec à l’usage : vacancelle n’a jamais pu rivaliser avec weekend, qui s’est fixé en franco-français pour désigner le samedi-dimanche.
- Le décret du 3 juillet 1996 a profondément réformé le dispositif d’enrichissement du lexique de la langue française qui existait jusqu’alors. Ce dispositif s’appuie désormais sur la « Commission d’enrichissement de la langue française ». Placée auprès du Premier ministre, cette commission coordonne les travaux de terminologie, en liaison avec différents partenaires, comme l’Académie française, l’Académie des sciences, l’Association française de normalisation (Afnor), l’Institut national de la langue française (CNRS-INaLF) et d’autres commissions de terminologie de pays francophones, comme l’Office québécois de la langue française au Québec. Les listes de termes adoptés sont diffusées sous forme de brochures, publiées au Journal officiel (elles deviennent alors d’emploi obligatoire pour les services de l’État et les établissements publics, ainsi que dans les cas prévus par la loi du 4 août 1994 relative à l’emploi de la langue française — dite loi Toubon). Par exemple, les mots remue-méninges (2000) et courriel (2003) ont été proposés pour remplacer brainstorming et e-mail. Les termes publiés sont consultables sur le site de la Délégation générale à la langue française (DGLF).
- L'Académie française propose sur son site internet une rubrique « dire, ne pas dire » qui répertorie des anglicismes et propose des recommandations pour les éviter[15].
- Chaque année, l’association « Défense de la langue française », une académie parodique, décerne le Prix de la Carpette anglaise à un membre de l’élite française qui, selon son jury, s’est distingué par une initiative visant à promouvoir l’anglais en France et dans les institutions européennes au détriment du français.

#### Au Québec

##### Charte de la langue française
Au Québec, la loi sur la langue officielle (loi 22) a été adoptée en 1974.
La Charte de la langue française (loi 101), adoptée le 26 août 1977, a institué le Conseil supérieur de la langue française et la Commission de toponymie du Québec. La Commission de la protection de la langue française a pour mission d’assurer le respect de la Charte de la langue française. La Charte de la langue française a été modifiée le 1er octobre 2002 (loi 104).

##### Rôle de l’Office québécois de la langue française
L’Office de la langue française (OLF) et le ministère des Affaires culturelles du Québec sont créés le 24 mars 1961. Le 1er octobre 2002, l’OLF devient l’Office québécois de la langue française (OQLF). Son rôle est de veiller à ce que le français soit la langue du travail, des communications, du commerce et des affaires dans l’Administration et les entreprises. Il rédige un dictionnaire en ligne, le Grand dictionnaire terminologique, donnant les équivalents français de termes anglais ou latins dans 200 domaines d’activité. Il propose également les alternatives à l’utilisation de plus de 150 anglicismes employés couramment et signale les faux-amis.
Le Québec se montre souvent plus réticent que l’Europe francophone à utiliser des mots anglais, ce à quoi les annonceurs publicitaires s’adaptent. Par exemple l’ordinateur portable MacBook d’octobre 2008 est vanté par Apple pour sa « coque unibody » en France, mais pour son « boîtier monocorps » au Canada francophone.

## Exemples d’anglicismes

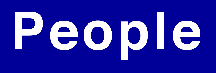
Un exemple de l’usage de la langue anglaise dans le français européen avec le terme « people » remplaçant les mots « personnalités », « célébrités », « vedettes ».

- Les baby boomers pour parler de la génération de l’après-guerre (1945-1964).
- Les breaking news[60] (en français : « Sur les téléscripteurs », « Toutes dernières nouvelles » — breaking : (en parlant d’une nouvelle) qui éclate, qui s’ébruite).
- Le buzz sur le Web[61] (buzz : 1/ battage, bruit fait autour de quelque chose, 2/ premiers frémissements, bouche-à-oreille suscité(s) par une nouveauté musicale, 3/ un pétard de cannabis).
- Un concept-car = automobile réalisée selon une formule toute faite et servant souvent d’étude à un modèle de série ; en français : voiture-concept (calque), voiture expérimentale.
- E.g., abréviation de exempli gratia (par exemple en latin)[62].
- Et al., abréviation de et alii (et d'autres en latin)[63].
- Les fake news pour « fausses nouvelles », « informations fallacieuses », ou « infox », mot-valise formé à partir de « information » et « intoxication »[64] (on employait d’ailleurs anciennement « intox » dans un sens très proche, comme antonyme à « info »).
- L’univers de la high tech[61],[65][réf. incomplète] remplaçant l’expression « hautes technologies ».
- I.e., abréviation  de id est (c'est-à-dire en latin)[62].
- Un jingle = musiquette, ritournelle publicitaire, virgule musicale.
- Un live = en direct. Diffusion d’un spectacle en direct. Enregistrement live = en concert, en spectacle, en public. Il y a aussi le pléonasme : direct live.
- Momentum[66], tendance d'une action en latin.
- Le one man show (en France) = seul-en-scène, spectacle (en) solo, solo (se produire dans des one-man shows : se produire en solo) (s’il s’agit d’une femme : one-woman show).
- People (abr. de l’anglais famous people ou beautiful people ou very important people) (en France) = 1/ (les/des people) (la) gent fortunée et célèbre, (le) gratin / beau monde / gotha, (les) gens en vue / célèbres / riches et célèbres, (les) célébrités, (les) personnalités, (les) vedettes; 2/ (le/du people) (la) presse des vedettes / du gotha, (les) nouvelles des vedettes / du gotha. Parfois francisé en « pipole ». Le terme de « pipolisation » a été employé[67], pour désigner une tendance à réduire le débat politique à l’étalage de la vie privée de ses acteurs.
- Le pitch (en France) = bref résumé d’un film, d’un roman, synopsis.
- La playmate (du magazine Playboy) : 1/ égérie (du mois), 2/ (sens dérivé) femme désirable.
- Les podcasts radiophoniques (podcast, contraction de pod broadcast = émission de radio sous forme de fichier audio téléchargeable depuis Internet sur lecteur audio ou ordinateur) émission radio à la carte, baladodiffusion, balado (Québec).
- Portefolio, francisation du latin portfolio ; collection de documents, travaux et réalisations, témoignant des compétences d'une personne ; emprunté aux mots latins portare, porter et folium, feuille de papier.
- Le prime time (en France) = première partie de soirée, début de soirée, heures de grande écoute, plage/tranche horaire très écoutée, plage/tranche horaire très regardée (télévision) (de 20 h à 23 h en semaine, de 19 h à 23 h le dimanche). L’access prime-time (en France) = tout début de soirée ; (selon le cas) tranche horaire 18 h 30 - 20 h, créneau horaire du 19 - 20 h (télévision).
- Le replay : à la fin d’une émission télévisée ou d’une vidéo en direct, on invite le spectateur à écouter en « rediffusion » ou à « rejouer » (replay) pour « repasser », « réécouter », « réentendre ».
- Un senior, sénior = un aîné, un ancien. Le mot senior a supplanté « troisième âge », qui avait occulté « personnes âgées », qui lui-même avait évincé « vieux »[68]
- Un show = un spectacle, un concert, une représentation, un  récital.
- Syllabus (enseignement), programme de cours (emprunté au latin syllabus signifiant liste).
- Statu quo, abréviation de in statu quo ante... "en l'état où (cela était) auparavant"  en latin.
- Le timing (en France) = 1/ minutage (faire une erreur de timing : mal calculer son coup) ; 2/ synchronisation ; 3/ programmation ; 4/ échéancier, calendrier (un timing serré : un calendrier serré).
- Le weekend = au Québec, le terme est surtout utilisé par les médias ; la plupart des Québécois francophones disent « fin de semaine ».
- Le zapping politique de la semaine[69] (dans le jargon de la chaîne câblée Canal+, florilège des moments de télévision les plus marquants d’une période écoulée).